# 黒い霧事件 (政界)
黒い霧事件（くろいきりじけん）とは、1966年の政治不信事件。

## 概要
1966年後半、自民党を中心に相次いで発覚した不祥事。一連の事件で自民党への国民の信頼は失墜し永田町を「黒い霧」が覆っていると批判されるようになった。
10月20日、佐藤栄作首相は衆議院予算委員会で綱紀粛正を所信表明。11月16日、自民党綱紀粛正調査会、「黒い霧」疑惑の調査結果をまとめる。
12月1日、自民党総裁選で佐藤は再選するが、対立候補の藤山愛一郎が予想外の善戦で注目を浴びる。12月3日、佐藤が内閣改造、福永健司と宮澤喜一を起用して旧池田派を取り込む。党人事では、幹事長の田中角栄を福田赳夫に替えた。
その後低下した求心力を回復するため、12月27日佐藤は衆議院を解散した（黒い霧解散）。逆境下の選挙戦となった第31回総選挙は翌1月29日に投票が行われたが、自民は善戦して予想外の微減にとどまり、佐藤は勝利を宣言。大山鳴動して鼠一匹の結果となった。

## 一連の事件

### 田中彰治事件
吹原産業事件の捜査の過程で1966年8月5日、田中彰治衆議院議員が逮捕された。田中は決算委員長や決算委員会理事として決算委員会を舞台に職権をフルに使って政財界の癒着を粗探しして表向きには追及する素振りを見せながら、その実その当事者を脅して金品をせしめていたが、捜査によって田中のマッチポンプの一部が以下の事件として明らかになった。
- 虎ノ門国有地払い下げ事件（恐喝） - ニューエンパイヤモーターが営業していた旧虎ノ門公園用跡の国有地の国際興業への払い下げをめぐり、当時田中が借金していた同社社長・小佐野賢治に決算委での追及をちらつかせて手形書き換えを強要。更には借金を踏み倒した。
- 深谷工業団地二重転売詐欺事件（詐欺） - 埼玉県深谷市に日本住宅公団から購入した工場用地を、転売の際の公団への許諾や工場立地のない場合の契約解除など契約条件を告げずに大映社長・永田雅一に売却。1億円を詐取。
- 習志野土地二重担保事件（詐欺・背任） - 小佐野に対し融資の担保として差し出した千葉県習志野市の土地を、その事実を告げずに許斐氏利経営の東京温泉から4772万5000円を詐取。
- 丸善石油事件（恐喝） - 江戸川区堀江町の埋立地売却を巡って、丸善石油社長・和田完二に対し社内の不正を株主総会で追及すると脅し3000万円を受領。
- 大阪拘置所事件（恐喝未遂・偽証） - 大阪拘置所の移転に伴う土地の等価交換を巡って、旧拘置所の不動産を手に入れた会社役員を決算委員会で追及。さらに秘書を使って役員を恐喝するが未遂に終わり、起訴された秘書の裁判で田中は無関係を主張した。
- 岡本町事件（偽証） - 世田谷区岡本町に借りていた土地を（地主の承認を得ぬまま）又貸ししたことから地主が田中らを提訴。その裁判で田中側の証人が土地は賃借名目による購入とウソの証言をし、土地の詐取を図ったが未遂に終わる。
- 脱税事件（所得税法違反） - 田中が土地取引において他人名義での取引や取引の事実を隠す等の不正を行って約4億1000万円の所得を隠し、所得税約2億7000万円の脱税。

田中自身や田中関係者5人が起訴される。田中は1974年に東京地裁で（深谷工業団地での詐欺が証拠不十分で無罪となったのを除き）起訴された容疑について懲役4年の実刑判決を受け、控訴中の1975年に死去して公訴棄却となった。田中関係者5人は執行猶予付きの懲役刑が確定した。

### 公私混同お国入り問題
1966年9月2日、上林山栄吉防衛庁長官が、長官就任後に地元選挙区の鹿児島へお国入りの際、統幕議長の天野良英と、吉江誠一、板谷隆一、牟田弘國ら陸海空の三幕僚長を従え航空自衛隊のYS-11型機で帰郷。しかも、陸上自衛隊音楽隊を連ねて地元をパレード。さらに同級生や後援者を秘書名目で同機に同乗させた。10月19日に報道され、これらのことが公私混同として批判された。

### 深谷駅急行停車問題
1966年、荒舩清十郎運輸大臣が、自選挙区の埼玉県深谷市の深谷駅に急行列車が停まるよう国鉄にダイヤ改定をするように圧力をかけた事件。荒舩は「国鉄も俺の言うことを一つくらい聞いてくれてもいいじゃないか」と発言したとされる。
10月11日、深谷駅への急行停車問題で荒舩運輸相が辞任。このことについて石田礼助国鉄総裁は「武士の情け」と国会で答弁した。

### 共和製糖事件
1966年9月27日に共和製糖が重政誠之農林大臣時代に払下を受けた国有林を担保に農林中央金庫から不正融資を受けていた事件が発覚。社会党、参議院決算委員会で共和製糖への不当融資について政府を追及。
1967年2月8日、東京地検特捜部は菅貞人前共和製糖社長ら同社幹部6人を業務上横領などの容疑で逮捕。
3月17日、重政誠之の秘書が代議士後援会「政誠会」の代表兼会計責任者だったが政治資金規正法9条の会計名簿を備えていなかった政治資金規正法違反容疑で逮捕。
3月18日、共和製糖事件に関連し相沢重明社会党参議院議員に国会質問に絡む収賄容疑（同社に対する不正追及をめぐり同社及び対立する業界団体「日本ぶどう糖工業会」双方から現金を受取った疑惑）が発覚、東京地検が相沢議員を取り調べ。
3月20日、社会党は相沢議員を除名処分。3月23日、東京地検特捜部、共和製糖事件で相沢参議院議員を在宅起訴。
事件の捜査の結果、共和製糖が融資金の中から政界人に金が渡っていたことが明らかになった。事件の背景に砂糖の輸入自由化に伴う国内砂糖業界の経営不振を背景に業界保護のための甘味資源特別措置法や糖価安定法の立法があったとされ、「アリのように砂糖に群がった政治家たち」と批判を浴びたが、職務権限の壁に阻まれて政治家は相沢参議院議員以外は立件できなかった。
その後、9人に有罪判決。相沢は懲役2年・追徴金150万円となり、上告中に死亡して公訴棄却となった。菅は懲役4年6ヶ月の有罪判決となった。

### 公私混合官費旅行
松野頼三農林大臣が、新婚の娘夫婦とナッソー、ラスベガスなど外国観光地巡りを官費旅行として申請していた事が発覚、社会党から衆議院決算及び農林水産委員会で追及された。

### 東京大証社長仲人問題
1966年12月2日、山口喜久一郎衆議院議長、当時、インチキ手形にて3億円を詐欺した容疑で問題となっていた手形割引業者「東京大証」社長・水野繁彦の結婚式で仲人を務めていたことが発覚、衆議院議長辞任願を提出し翌3日の本会議で辞任。
山口は1969年総選挙で落選し、引退した。

## 関連書籍
- 田中二郎、佐藤功、野村二郎『戦後政治裁判史録 4』第一法規出版、1980年。ISBN 9784474121140。